# 大阪府立大学农业短期大学部
大阪府立大学农业短期大学部（日语：／ Osakafuritsu Daigaku Nōgyō Tanki Daigakubu *），简称农短，是过去一所位于日本大阪府南河内郡美原町即现在的堺市美原区的公立短期大学。

## 概要

### 简介
- 短期大学为于1953年开办[1]、由大阪府经营。招生到1962年、停办于1964年[2]。为男女同校从开办。

### 历史
- 1953年 浪速大学农业短期大学部成立并同时设置两个学科、以下列举。
  - 农业科
  - 农产制造科
- 1955年 改校名为大阪府立大学农业短期大学部[2]。
- 1960年 农产制造科改编为农产制造化学科[2]。
- 1962年 最后一年招生、次年停止招生（正式停办于1964年3月31日[2]）。

## 学校环境
- 校区：在了大阪府南河内郡美原町[注 1]

## 历任校长
- 田泽博：最后短期大学校长[3]。

## 组织

### 学科
- 农业科
- 农产制造化学科

### 专科
| - 没有 |

### 业余课程
| - 没有 |

## 相关链接
- 日本短期大学列表
- 大阪府立大学工业短期大学部
- 大阪社会事业短期大学
- 大阪府立护理大学医疗技术短期大学部